# Кузнецов, Павел Иванович

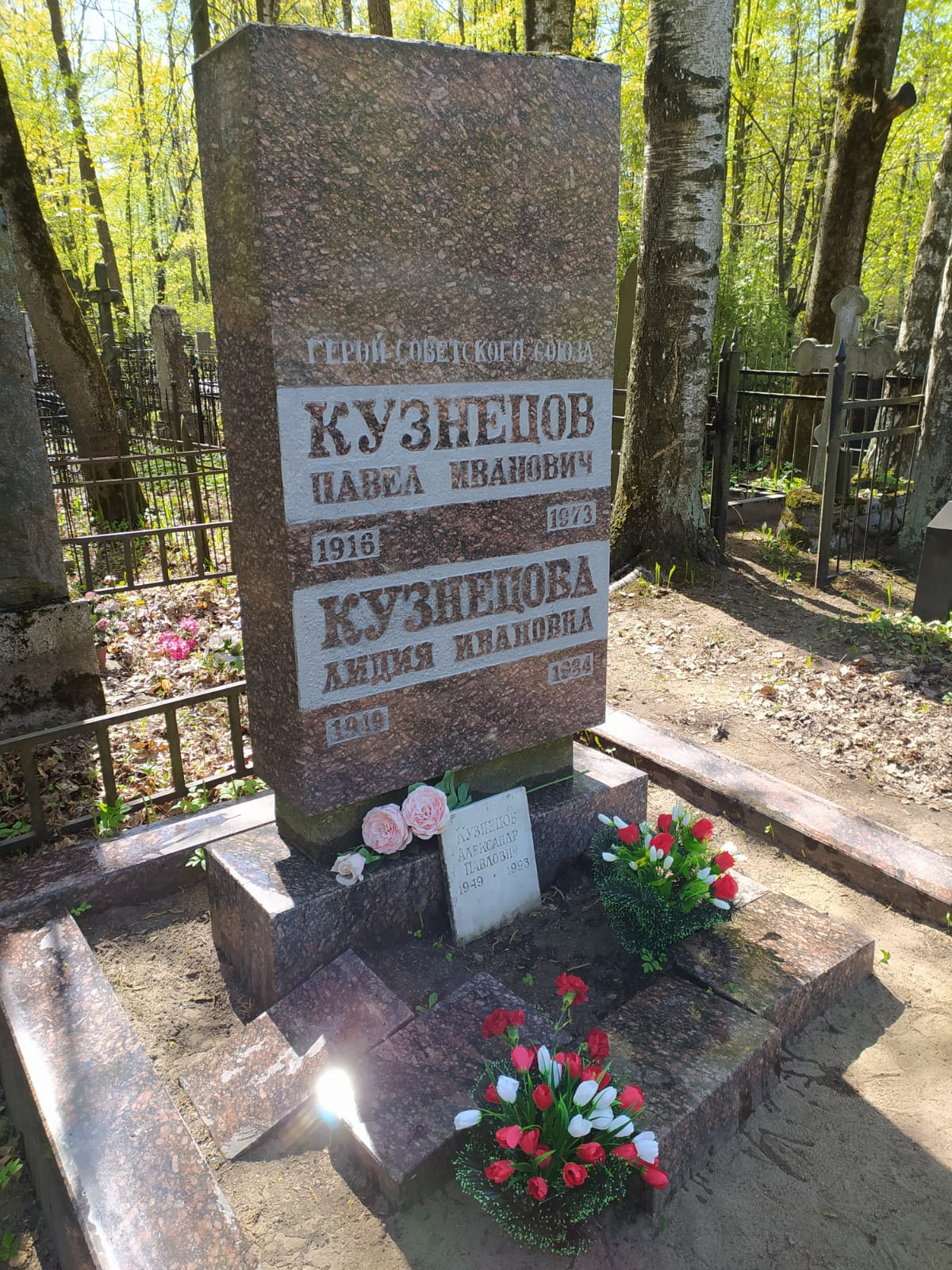
Памятник на могиле Героя Советского Союза Кузнецова Павла Ивановича(1916-1973)

Павел Иванович Кузнецов (9 января 1916, Крутово, Владимирская губерния — 1 октября 1973, Ленинград) — подполковник Советской армии, участник Великой Отечественной войны, Герой Советского Союза (1944).

## Биография
Павел Кузнецов родился 9 января 1916 года в деревне Крутово Олтушевской волости Вязниковского уезда Владимирской губернии (ныне деревня относится к Гороховецкому району Владимирской области). После окончания неполной средней школы работал токарем на одном из ленинградских заводов, затем окончил рабфак, некоторое время учился в институте. В 1934—1936 годах проходил службу в Рабоче-крестьянской Красной армии. Демобилизовавшись, работал киноинженером, затем секретарём райкома ВЛКСМ. В 1941 году окончил Высшую партийную школу при ЦК ВКП(б). В 1941 году Кузнецов повторно был призван в армию и направлен на фронт Великой Отечественной войны.
К сентябрю 1943 года гвардии майор Павел Кузнецов был заместителем по политической части командира 9-й гвардейской механизированной бригады 3-го гвардейского механизированного корпуса 47-й армии Воронежского фронта. Отличился во время битвы за Днепр; 29—30 сентября 1943 года Кузнецов возглавлял работы по переправе подразделений бригады через Днепр к северу от Черкасс; лично участвовал в боях, неоднократно отличался. В тех боях бригада уничтожила 9 танков, 2 самоходных артиллерийских орудия, 25 артиллерийских орудий, около полка немецкой пехоты.
Указом Президиума Верховного Совета СССР от 3 июня 1944 года за «мужество, отвагу и героизм, проявленные в борьбе с немецкими захватчиками» гвардии майор Павел Кузнецов был удостоен высокого звания Героя Советского Союза с вручением ордена Ленина (№ 20457) и медали «Золотая Звезда» (№ 4429).
В 1946 году в звании гвардии подполковника Кузнецов был уволен в запас. Проживал в Ленинграде, работал проректором Ленинградской совпартшколы. Кандидат исторических наук, доцент, автор более 50 научных работ.
Скончался 1 октября 1973 года, похоронен на Богословском кладбище Санкт-Петербурга (Братская дорога, вблизи пересечения с Пискаревской дорожкой).
Был также награждён двумя орденами Красного Знамени, орденами Отечественной войны 2-й степени, Трудового Красного Знамени, Красной Звезды, «Знак Почёта», рядом медалей.